# Thomas Krol
Pour les articles homonymes, voir Krol.
Thomas Krol, né le 16 août 1992 à Deventer, est un patineur de vitesse néerlandais plutôt spécialiste du 1 000 m et 1 500 m.

## Carrière
Au championnat du monde d'Inzell en 2019, il obtient l'or et l'argent respectivement sur 1 500 et 1 000 m.
Il est vice-champion olympique du 1 500 mètres en 2022.
Thomas Krol a été sacré champion olympique du 1000 m et a offert son cinquième titre olympique en patinage de vitesse aux Pays-Bas depuis le coup d'envoi des JO 2022. Sur l'anneau couvert de Pékin, le Néerlandais s'est imposé en 1 min 07 s 92. Le patineur de 29 ans est déjà champion du monde en titre de la distance. Il avait déjà décroché à Pékin la médaille d'argent du 1500 m.

## Palmarès
| année | compétition           | rang | discipline              |
| ----- | --------------------- | ---- | ----------------------- |
| 2022  | Championnats d'Europe | 1    | 1000 m                  |
| 2022  | Championnats d'Europe | 1    | Sprint par équipe       |
| 2022  | Championnats d'Europe | 2    | 1500 m                  |
| 2022  | Jeux Olympiques       | 2    | 1500 m                  |
| 2022  | Jeux Olympiques       | 1    | 1000 m                  |
| 2022  | Championnats du monde | 1    | Sprint (500 m - 1000 m) |
| 2021  | Championnats du monde | 1    | 1500 m                  |
| 2020  | Championnats d'Europe | 1    | 1500 m                  |
| 2020  | Championnats d'Europe | 2    | 1000 m                  |
| 2020  | Championnats du monde | 1    | Sprint par équipes      |
| 2020  | Championnats du monde | 2    | 1500 m                  |
| 2019  | Championnats du monde | 2    | 1000 m                  |
| 2019  | Championnats du monde | 1    | 1500 m                  |
| 2018  | Championnats d'Europe | 2    | 1500 m                  |
| 2018  | Championnats d'Europe | 1    | Poursuite par équipes   |
| 2016  | Championnats du monde | 3    | 1500 m                  |

## Jeux olympiques d'hiver
| Épreuve / Édition | 500 mètres | 1 000 mètres                   | 1 500 mètres                       | 5 000 mètres | 10 000 mètres | Mass start | Poursuite par équipes |
| JO 2022 Pékin     |            | Médaille d'or, Jeux olympiques | Médaille d'argent, Jeux olympiques | —            | —             | —          | —                     |

Légende :
- : première place, médaille d'or
- : deuxième place, médaille d'argent
- : troisième place, médaille de bronze
- : pas d'épreuve
- — : Non disputée par le patineur
- DSQ : disqualifiée